# Clo (mått)
Clo är ett äldre mått på värmeisolans som används främst för kläder. Ett högt clo-tal innebär att kläderna har god förmåga att isolera mot köld och omvänt. 
{\displaystyle 1\cdot clo} definierades ursprungligen som det mått av isolering som gör att en person är i termisk jämvikt i ett rum vid 21°C (70°F) med normal ventilation (0,1 m/s lufthastighet).  Det preciserades senare till att motsvara en isolans på {\displaystyle 1\cdot clo=0.88\cdot ft^{2}\cdot hr/Btu}  vilket i SI-enheter blir {\displaystyle 0.155\cdot m^{2}\cdot K/W}
SI-enheten för värmeisolans är {\displaystyle m^{2}\cdot K/W}(kvadratmeter gånger Kelvin per Watt, där K står för temperaturskillnaden i Kelvin mellan plaggets ut- och insida).
Värmeisolans är det inverterade (omvända) värdet på värmegenomgångstal. Ett högt värmegenomgångstal innebär en god förmåga att leda värme och omvänt.

## Historik
Under andra världskriget skedde striderna i mycket olika klimat och inom den amerikanska armén fanns behov av att på ett standardiserat och objektivt sätt kunna jämföra olika klädsels förmåga att isolera mot värme eller köld. Inledningsvis utgick definitionen på clo från isoleringsförmågan hos normal klädsel i kontorsmiljö vid cirka 21°C. Detta var för ospecifikt för kunna göra jämförbara bedömningar på olika laboratorier av olika klädsel och clo standardiserades senare genom att knytas till SI-systemet.
Clo har även använts för bedömning av andra materials isoleringsförmåga, men där anges oftare materialets värmeledningsförmåga eller värmekonduktivitet som är W·m-1·K-1.

## Kläders isoleringsförmåga
Exempel på kläders och utrustnings ungefärliga isoleringsförmåga
| Clo     | m2 · K / W  | Klädsel                       |
| 0,5–0,6 | 0,077–0,093 | sommarkläder                  |
| 1       | 0,155       | kostym                        |
| 2       | 0,31        | skiddräkt                     |
| 2,5     | 0,39        | sommarsovsäck                 |
| 4       | 0,62        | vår- och sommarsovsäck        |
| 6       | 0,93        | vår-, sommar- och höstsovsäck |
| 6,5     | 1,0         | vintersovsäck                 |
| 8       | 1,25        | sovsäck för alpint bruk       |
| 10      | 1,55        | sovsäck för arktiskt bruk     |